# Aire d'attraction de Saint-Pol-sur-Ternoise
L'aire d'attraction de Saint-Pol-sur-Ternoise est un zonage d'étude défini par l'Insee pour caractériser l’influence de la commune de Saint-Pol-sur-Ternoise sur les communes environnantes. Publiée en octobre 2020, elle se substitue à l'aire urbaine de Saint-Pol-sur-Ternoise, qui comportait 16 communes dans le zonage de 2010.

### Carte

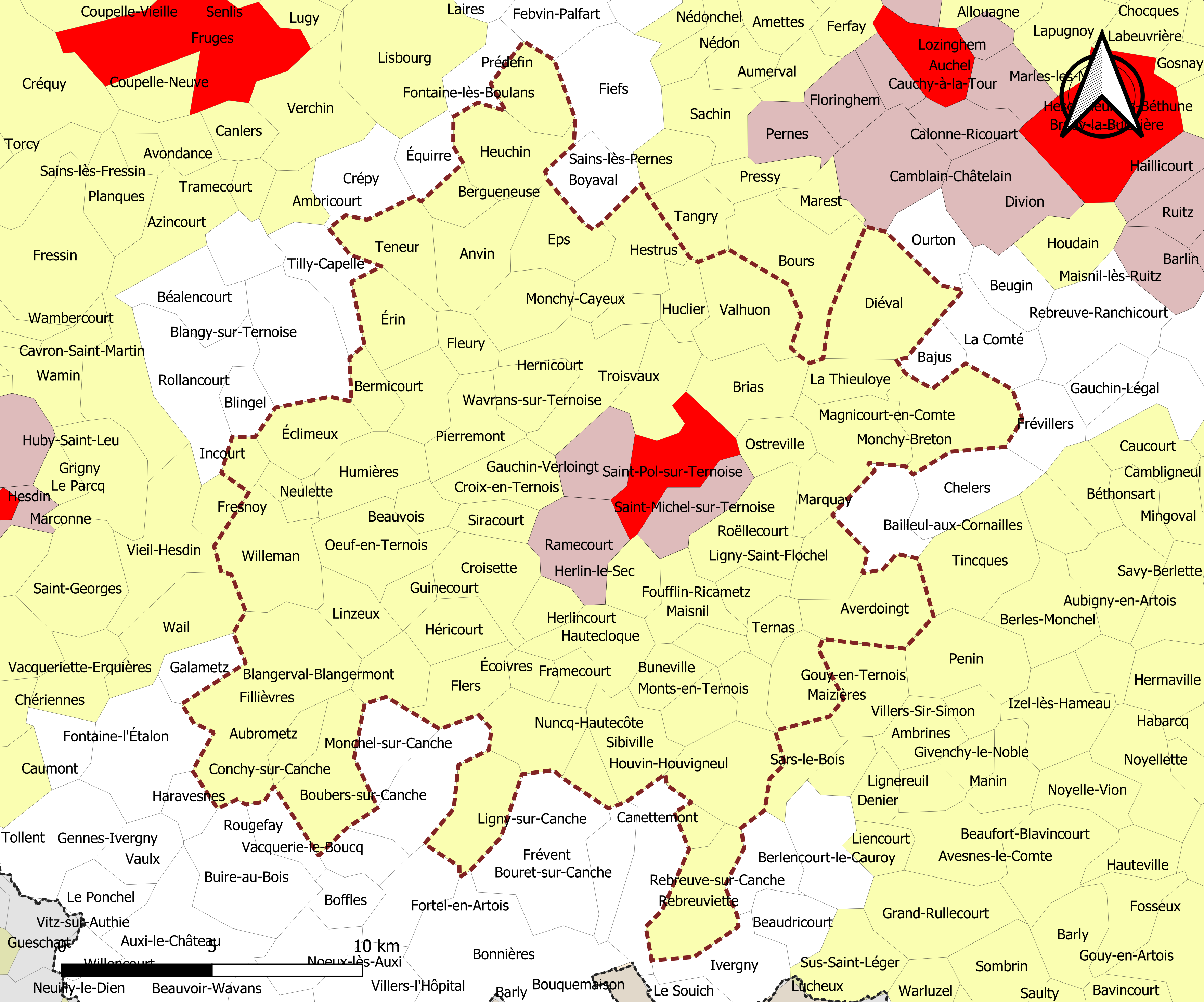
Carte de l'aire d'attraction de Saint-Pol-sur-Ternoise.
Commune-centre
Commune du pôle principal
Commune de la couronne

## Définition
L'aire d'attraction d'une ville est composée d’un pôle, défini à partir de critères de population et d’emploi ainsi que d’une couronne constituée des communes dont au moins 15 % des actifs travaillent dans le pôle. Le pôle d’attraction constitue ainsi un point de convergence des déplacements domicile-travail,.

## Géographie
L’aire d'attraction de Saint-Pol-sur-Ternoise est une aire intra-départementale qui comporte 72 communes dans le Pas-de-Calais. 

### Composition communale
| Catégorie                  | Département   | Communes | Communes |
| Catégorie                  | Département   | Nombre   | Libellé |
| -------------------------- | ------------- | -------- | --- |
| Commune-centre             | Pas-de-Calais | 1        | Saint-Pol-sur-Ternoise. |
| Communes du pôle principal | Pas-de-Calais | 3        | Gauchin-Verloingt, Ramecourt, Saint-Michel-sur-Ternoise. |
| Communes de la couronne    | Pas-de-Calais | 68       | Anvin, Aubrometz, Averdoingt, Beauvois, Bergueneuse, Bermicourt, Blangerval-Blangermont, Brias, Buneville, Canettemont, Conchy-sur-Canche, Conteville-en-Ternois, Croisette, Croix-en-Ternois, Diéval, Éclimeux, Écoivres, Eps, Érin, Fillièvres, Flers, Fleury, Fontaine-lès-Boulans, Foufflin-Ricametz, Framecourt, Gouy-en-Ternois, Guinecourt, Hautecloque, Héricourt, Herlincourt, Herlin-le-Sec, Hernicourt, Hestrus, Heuchin, Houvin-Houvigneul, Huclier, Humerœuille, Humières, Incourt, Ligny-sur-Canche, Ligny-Saint-Flochel, Linzeux, Magnicourt-en-Comte, Maisnil, Marquay, Moncheaux-lès-Frévent, Monchy-Breton, Monchy-Cayeux, Monts-en-Ternois, Neulette, Neuville-au-Cornet, Noyelles-lès-Humières, Nuncq-Hautecôte, Œuf-en-Ternois, Ostreville, Pierremont, Rebreuviette, Roëllecourt, Séricourt, Sibiville, Siracourt, Teneur, Ternas, La Thieuloye, Troisvaux, Valhuon, Wavrans-sur-Ternoise, Willeman. |

## Démographie
Cette aire est catégorisée dans les aires de moins de 50 000 habitants, une catégorie qui regroupe 12,2 % de la population au niveau national,.